# イサク・ヤンソン
イサク・アレクサンデル・ヤンソン（Isak Alexander Jansson、2002年1月31日 - ）は、スウェーデン・キンナ出身のサッカー選手。SKラピード・ウィーン所属。ポジションはFW。

## クラブ経歴
ヤンソンが5歳の時にキンナIFでサッカーを始め、2018年5月、スケーネIFを経てカルマルFFに加入した。2018シーズンの10月28日、出場こそしなかったが、2002年生まれの選手として初めてトップチームの登録メンバー入りを経験し、翌年1月9日のマルメFF戦にてトップチームデビューを果たした。
2022年7月31日、カルマルFFを契約満了で退団することが決定した。
2022年8月1日、FCカルタヘナにフリーで加入し、3年契約を結んだ。
2024年2月6日、SKラピード・ウィーンに期限付き移籍。その後完全移籍となった。